# دوازده‌وجهی اسناب

دوازده‌وجهی اسناب

در هندسه، دوازده‌وجهی اسناب(Snub dodecahedron یا همان snub icosidodecahedron)، یک جسم ارشمیدسی است و دارای ۹۲ وجه است (بیشترین از ۱۳ جسم ارشمیدسی) ۱۲ وجه پنج ضلعی و ۸۰ وجه دیگر مثلث متساوی الاضلاع است. همچنین دارای ۱۵۰ یال، و ۶۰  رأس است.
این چندوجهی دو شکل مشخص دارد که تصاویر آینه ای (یا "انانتیومورف ها") از یکدیگر هستند. اتحاد هر دو فرم ترکیبی از دو دوازده‌وجهی اسناب است و بدنه محدب هر دو شکل یک truncated icosidodecahedron است.

## نام گذاری
کپلر اولین بار آن را به زبان لاتین به عنوان dodecahedron simum در سال ۱۶۱۹ در Harmonices Mundi نامگذاری کرد. H. S. M. Coxeter، با اشاره به اینکه می‌تواند به‌طور مساوی از دوازده‌وجهی (dodecahedron) یا بیست‌وجهی (icosahedron) مشتق شود، آن را snub icosidodecahedron نامید.